# Anopsicus banksi
Anopsicus banksi is een spinnensoort uit de familie trilspinnen (Pholcidae). De soort komt voor op de Galapagoseilanden. 